# Ana Martins (cantora)
Ana Martins (Rio de Janeiro, 1972) é uma cantora brasileira. É filha dos músicos Nelson Angelo e Joyce, e irmã da cantora Clara Moreno.

## Discografia
- (2012) Bossa Nova Breeze – Relax With Bossa Nova Standard Songs – participação
- (2010) Minami - participação
- (2008) Bacharah on Bossa (vários artistas) – participação
- (2006) Da Lapa (vários artistas) – participação
- (2006) Lovers on Bossa (vários artistas) – participação
- (2005) Samba Sincopado (Ana Martins)
- (2004) Amigos Cantam Lisa - Um Tributo a Lisa Ono (vários artistas) – participação
- (2004) Filhas da Bossa (Ana Martins, Kay Lyra, Tatiana Nolasco e Marianna Leporace)
- (2004) Nossa Bossa (Celso Fonseca) – participação
- (2003) Bossa Duets (Joyce) – participação
- (2003) Perfume da Bossa (vários artistas) – participação
- (2002) Samba Novo (Marcel Powell) – participação
- (2001) Linda (Ana Martins)
- (2001) Bossa Disney (vários artistas) – participação
- (2001) Mar de Mineiro (Nelson Angelo) – participação
- (2000) Futuros Amantes (Ana Martins)
- (1999) Hard Bossa (Joyce) – participação
- (1999) Mosaico (Saoli Sendo) – participação